# Badminton-Juniorenweltmeisterschaft der Gehörlosen 2019
Die Badminton-Juniorenweltmeisterschaft der Gehörlosen 2019 fand vom 13. bis zum 15. Juli 2019 in Taipeh statt. Es war die zweite Austragung der Titelkämpfe.

## Sieger und Platzierte
| Disziplin    | Gold                                              | Silber                             | Bronze                                         |
| ------------ | ------------------------------------------------- | ---------------------------------- | ---------------------------------------------- |
| Herreneinzel | Ilyas Rachman Ryandhani                           | Chun Hei Lau                       | Tomohito Fujimoto                              |
| Herreneinzel | Ilyas Rachman Ryandhani                           | Chun Hei Lau                       | Dogan Altun                                    |
| Dameneinzel  | Jerlin Jayaratchagan                              | Finja Rosendahl                    | Mai Kamata                                     |
| Dameneinzel  | Jerlin Jayaratchagan                              | Finja Rosendahl                    | Adriana Rissi                                  |
| Herrendoppel | Ilyas Rachman Ryandhani Dzakiyya Amalia Maruf     | Hritik Anand Jerlin Jayaratchagan  | Vladmir Orlov Ekaterina Matviiva               |
| Herrendoppel | Ilyas Rachman Ryandhani Dzakiyya Amalia Maruf     | Hritik Anand Jerlin Jayaratchagan  | Ihor Sienichkyn Sofiia Chernomorova            |
| Damendoppel  | Muhammad Nur Saliim Madek Ilyas Rachman Ryandhani | Hritik Anand Kushagra Kushagra     | Chun Hei Lau Timothy Ming Chun Szeto           |
| Damendoppel  | Muhammad Nur Saliim Madek Ilyas Rachman Ryandhani | Hritik Anand Kushagra Kushagra     | Ihor Sienichkyn Oleksii Syrytsia               |
| Mixed        | Mai Kamata Ayaka Yakabe                           | Jerlin Jayaratchagan Shreya Singla | Dzakiyya Amalia Maruf Ghaniyya Fadlilatun Nisa |
| Mixed        | Mai Kamata Ayaka Yakabe                           | Jerlin Jayaratchagan Shreya Singla | Karolina Chernetska Sofiia Chernomorova        |